# Судьба резидента
«Судьба́ резиде́нта» — советский двухсерийный художественный фильм, поставленный на Центральной киностудии детских и юношеских фильмов имени М. Горького в 1970 году режиссёром Вениамином Дорманом. Второй фильм тетралогии о профессиональном разведчике Михаиле Тульеве. Первая часть фильма называется «С открытыми картами», вторая — «Западный шлейф».

## Сюжет
После ареста Тульева советские контрразведчики начинают радиоигру с противником. В западный разведцентр вновь идут шифровки за подписью «Надежда». Офицер службы контрразведки КГБ СССР Синицын, испытывающий к Тульеву искреннюю симпатию, старается склонить его на свою сторону: возит по стране, устраивает встречу с Марией и сыном, которого Тульев видит впервые. Тульев узнаёт, что его отец, граф А. И. Тульев, не умер в своей постели, а погиб при неясных обстоятельствах, вероятно, убит.
Молодой советский учёный Борков на международной научной конференции, увлёкшись, рассказывает о своей работе чуть больше, чем следовало, и немедленно попадает в поле зрения иностранных спецслужб (Синицын выяснил это, пока находился в разведцентре на Западе, см. «Ошибка резидента»). Руководители Тульева проводят против Боркова вербовочную операцию — шантажируют его аморальным поведением за границей и склоняют к шпионажу. Борков, после некоторых колебаний, сообщает о происшедшем в КГБ. Служба генерала Сергеева получает возможность разоблачить агентурную сеть в Москве, возглавляемую дипломатическим сотрудником Клотцем.
Западные хозяева Тульева подозревают, что «Надежда» провалился, и устраивают серию проверок. Благодаря проницательности генерала Сергеева их удаётся успешно пройти, хотя для этого приходится замаскировать мирную стройку под военный объект стратегического значения.
Тульев постепенно пересматривает свои взгляды и принимает сознательное решение работать в пользу СССР. Тульева отзывают, на смену ему из-за границы присылают известного по первому фильму Леонида Круга. Тульев отправляется на Запад уже как советский резидент, а Круг, едва сойдя в Одессе с теплохода, попадает под опеку Синицына-Бекаса.

## В ролях
| Актёр              | Роль                                                                                |
| ------------------ | ----------------------------------------------------------------------------------- |
| Георгий Жжёнов     | резидент западной разведки, псевдоним «Надежда» Михаил Александрович Тульев-Зароков |
| Михаил Ножкин      | офицер КГБ, по легенде вор-рецидивист по кличке Бекас Павел Синицын                 |
| Андрей Вертоградов | молодой физик Владимир Борков                                                       |
| Ефим Копелян       | генерал КГБ Андрей Михайлович Сергеев                                               |
| Ростислав Плятт    | валютчик и агент западной разведки Николай Николаевич Казин                         |
| Николай Прокопович | полковник КГБ Владимир Гаврилович Марков                                            |
| Эрнст Зорин        | Алик Ступин                                                                         |
| Жанна Болотова     | подруга Алика Ступина Юлия                                                          |
| Эве Киви           | подруга Владимира Боркова, приятельница Юли Римма                                   |
| Элеонора Шашкова   | жена Михаила Александровича Тульева Мария Николаевна                                |
| Эдита Пьеха        | агент западной разведки Жозефина Клер                                               |
| Глеб Плаксин       | шеф иностранного разведцентра                                                       |
| Эрвин Кнаусмюллер  | непосредственный начальник Тульева Себастьян                                        |
| Олев Эскола        | разведчик под дипломатическим прикрытием Фридрих Клотц                              |
| Георгий Шаповалов  | военный преступник банщик Василий (Кондрат) Акулов                                  |
| Бронюс Бабкаускас  | директор-распорядитель научного симпозиума Филипп Кутюрье                           |
| Николай Рыжов      | профессор Васнецов                                                                  |
| Вадим Захарченко   | Леонид Круг                                                                         |
| Петер Боргельт     | комиссар полиции                                                                    |
| Эрих Гербердинг    | Макклоу                                                                             |
| Вальтер Кауфман    | Вендель                                                                             |
| Вильгельм Кох-Хоге | Клаус                                                                               |
| Георгий Тусузов    | агент Госстраха                                                                     |

## Съёмочная группа
- Авторы сценария — Олег Шмелёв, Владимир Востоков
- Постановка — Вениамина Дормана
- Оператор-постановщик — Михаил Гойхберг
- Художник-постановщик — Людмила Безсмертнова
- Композитор — Микаэл Таривердиев

## Музыка в фильме
В качестве музыкальной темы для сцен с иностранными туристами в Одессе используется вариация на мотив «Марша полковника Боуги».